# Katholieke Kerk in Bulgarije

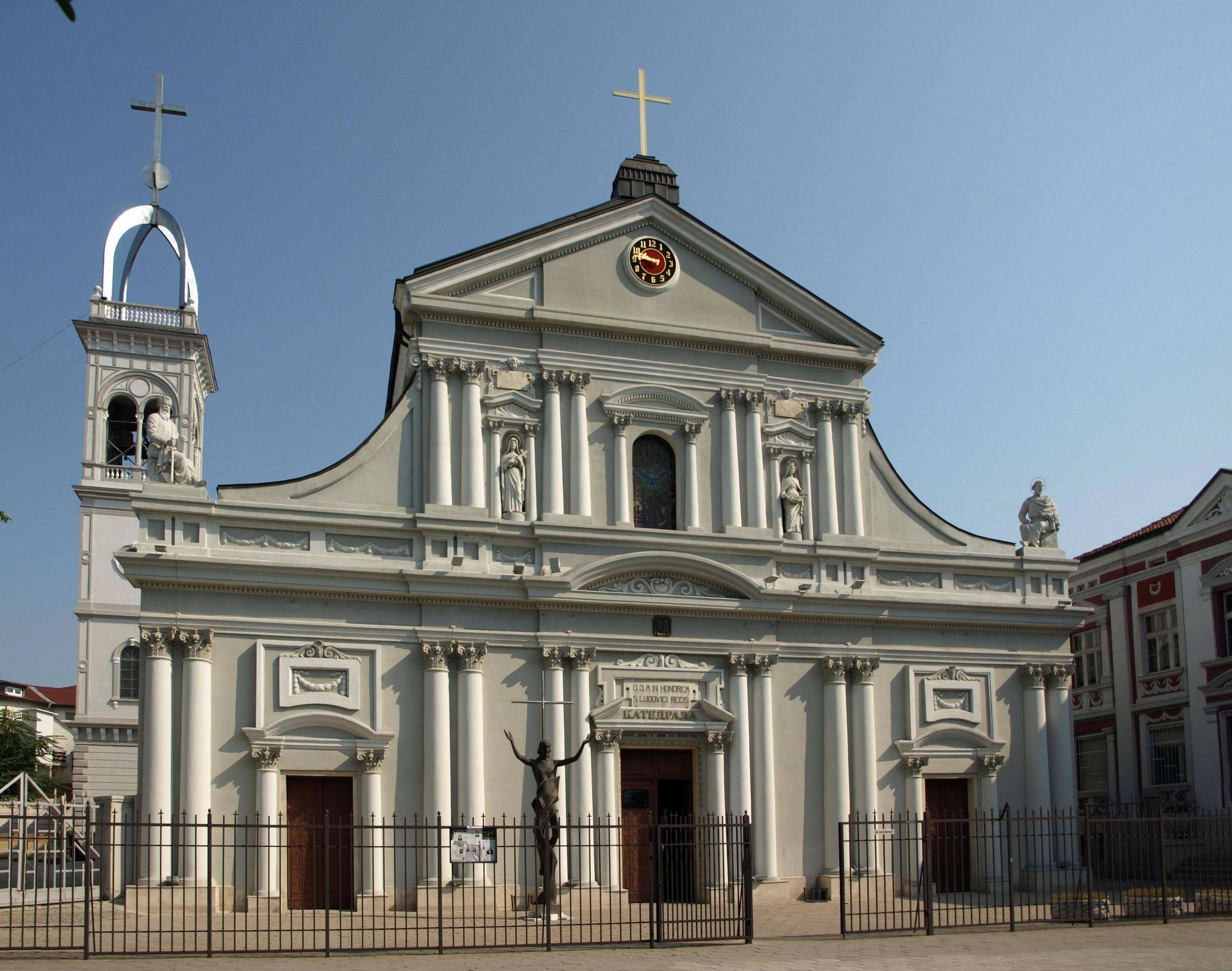
Kathedraal van St Louis, Plovdiv

Bulgarije in de Europese Unie, in Europa.

De Katholieke Kerk in Bulgarije (Bulgaars: Католицизъм в България, Katolitsizam v Balgarija) maakt deel uit van de wereldwijde Katholieke Kerk, onder het leiderschap van de paus en de Curie.
Ongeveer 1% van de bevolking van Bulgarije is katholiek.  Van 23 tot 26 mei 2002 bracht paus Johannes Paulus II een bezoek aan Bulgarije.  Hij bezocht Sofia, Plovdiv en het Rilaklooster.  Tijdens zijn bezoek had hij een ontmoeting met patriarch Maxim en president Georgi Parvanov.

## Demografie
In de volkstelling van februari 2011 verklaarden 48.945 personen aanhanger van het katholicisme te zijn. Bijna de helft daarvan, 19.502 personen om precies te zijn, waren afkomstig uit de oblast Plovdiv. Plovdiv werd gevolgd door de stad Sofia (5.572 katholieken) en de oblast Pleven (5.164 katholieken).
Het aantal katholieken is zeer oneven verspreid. De meeste katholieken wonen in de gemeente Rakovski (oblast Plovdiv) en vormden aldaar een nipte meerderheid van de bevolking (53%), waardoor deze gemeente onbetwist als 'de hoofdstad van het katholicisme in Bulgarije' kan worden beschouwd. In de gemeente Belene vormden katholieken zo'n 31,9% van de bevolking, gevolgd door de gemeenten Kalojanovo (23,5%) en Levski (11%). In de gemeente Svisjtov woont ook een vrij grote katholieke minderheid (7,5 procent). Verder hebben Chisarja en Bjala Slatina ook een grote katholieke minderheid. 
| Plaats             | Bevolking (2011) | Respondenten (aantal) | Katholieken (aantal) | Katholiek (%) |
| ------------------ | ---------------- | --------------------- | -------------------- | ------------- |
| Rakovski           | 26.381           | 21.423                | 11.400               | 53,21         |
| Belene             | 10.318           | 5.862                 | 1.872                | 31,93         |
| Kalojanovo         | 11.879           | 11.198                | 2.630                | 23,49         |
| Levski             | 19.938           | 13.723                | 1.504                | 10,96         |
| Svisjtov           | 42.734           | 31.946                | 2.396                | 7,50          |
| Chisarja           | 12.600           | 10.649                | 559                  | 5,25          |
| Bjala Slatina      | 24.606           | 17.194                | 623                  | 3,62          |
| Sofia              | 1.291.591        | 1.035.176             | 5.572                | 0,54          |
| Bulgarije (totaal) | 7.364.570        | 5.758.301             | 48.945               | 0,85          |

#### Etniciteit
Volgens de volkstelling van 2001 waren er 43.811 katholieken. Hiervan zijn er 37.811 etnische Bulgaren (meer dan 86%), terwijl de rest voornamelijk bestaat uit Bulgaarse Turken (zo'n 6%) en zigeuners (minder dan 3%). De rest bestaat uit vooral uit recente immigranten.

## Bestuurlijke indeling
1. Immediatum:
  1. Bisdom Nicopolis
  2. Bisdom Sofia en Plovdiv

Voor de gelovigen van de oosterse ritus is er een exarchaat met zetel in Sofia (zie Bulgaars-Katholieke Kerk)
Apostolisch nuntius voor Bulgarije is sinds 13 mei 2022 aartsbisschop Luciano Suriani, die tevens nuntius is voor Noord-Macedonië.